# Lone Star Le Mans 2020
De Lone Star Le Mans 2020 was de vijfde race van het FIA World Endurance Championship-seizoen 2019-2020. De race werd verreden op 23 februari 2020 op het Circuit of the Americas nabij Austin, Texas, Verenigde Staten. De race werd gehouden als vervanger van de afgelaste 6 uur van São Paulo omdat de promotor van deze race het contract met het kampioenschap niet naleefde.
De race werd gewonnen door de Rebellion Racing #1 van Gustavo Menezes, Norman Nato en Bruno Senna. De LMP2-klasse werd gewonnen door de United Autosports #22 van Filipe Albuquerque, Philip Hanson en Paul di Resta. De LMGTE Pro-klasse werd gewonnen door de Aston Martin Racing #95 van Marco Sørensen en Nicki Thiim. De LMGTE Am-klasse werd gewonnen door de TF Sport #90 van Jonathan Adam, Charlie Eastwood en Salih Yoluç.

## Inschrijvingen
Er waren 30 auto's ingeschreven voor de race, bestaande uit drie in de LMP1-klasse, negen in de LMP2-klasse, zeven in de LMGTE Pro-klasse en elf in de LMGTE Am-klasse. In de LMP1-klasse waren beide auto's van Team LNT niet aanwezig vanwege onderhoud. In de LMP2-klasse was de #21 DragonSpeed een eenmalige inschrijving. In de LMGTE Pro-klasse was de #63 Corvette Racing een eenmalige inschrijving. In de LMGTE Am-klasse werd David Heinemeier Hansson in de #56 Team Project 1 vervangen door Laurents Hörr, terwijl in de #57-inschrijving van hetzelfde team Felipe Fraga terugkeerde in plaats van Larry ten Voorde. In de #88 Dempsey-Proton Racing werd Khaled Al Qubaisi vervangen door Bret Curtis.

## Kwalificatie
Tijden vetgedrukt betekent de snelste tijd in die klasse.
| Pos. | Klasse    | No. | Team                  | Tijd     | Grid |
| ---- | --------- | --- | --------------------- | -------- | ---- |
| 1    | LMP1      | 1   | Rebellion Racing      | 1:47.530 | 1    |
| 2    | LMP1      | 7   | Toyota Gazoo Racing   | 1:49.161 | 2    |
| 3    | LMP1      | 8   | Toyota Gazoo Racing   | 1:49.431 | 3    |
| 4    | LMP2      | 42  | Cool Racing           | 1:49.910 | 4    |
| 5    | LMP2      | 22  | United Autosports     | 1:50.073 | 5    |
| 6    | LMP2      | 36  | Signatech Alpine Elf  | 1:50.984 | 6    |
| 7    | LMP2      | 37  | Jackie Chan DC Racing | 1:51.354 | 7    |
| 8    | LMP2      | 38  | Jota Sport            | 1:51.592 | 8    |
| 9    | LMP2      | 33  | High Class Racing     | 1:51.747 | 9    |
| 10   | LMP2      | 21  | DragonSpeed           | 1:45.953 | 10   |
| 11   | LMP2      | 29  | Racing Team Nederland | 1:53.131 | 11   |
| 12   | LMP2      | 47  | Cetilar Racing        | 1:54.305 | 12   |
| 13   | LMGTE Pro | 95  | Aston Martin Racing   | 2:00.733 | 13   |
| 14   | LMGTE Pro | 92  | Porsche GT Team       | 2:00.952 | 14   |
| 15   | LMGTE Pro | 97  | Aston Martin Racing   | 2:01.029 | 15   |
| 16   | LMGTE Pro | 51  | AF Corse              | 2:01.031 | 16   |
| 17   | LMGTE Pro | 91  | Porsche GT Team       | 2:01.049 | 17   |
| 18   | LMGTE Pro | 71  | AF Corse              | 2:01.229 | 18   |
| 19   | LMGTE Am  | 56  | Team Project 1        | 2:02.784 | 19   |
| 20   | LMGTE Am  | 98  | Aston Martin Racing   | 1:58.002 | 20   |
| 21   | LMGTE Am  | 90  | TF Sport              | 2:02.909 | 21   |
| 22   | LMGTE Pro | 63  | Corvette Racing       | 2:02.967 | 22   |
| 23   | LMGTE Am  | 77  | Dempsey-Proton Racing | 2:03.110 | 23   |
| 24   | LMGTE Am  | 83  | AF Corse              | 2:03.376 | 24   |
| 25   | LMGTE Am  | 57  | Team Project 1        | 2:03.450 | 25   |
| 26   | LMGTE Am  | 54  | AF Corse              | 2:03.462 | 26   |
| 27   | LMGTE Am  | 88  | Dempsey-Proton Racing | 2:03.682 | 27   |
| 28   | LMGTE Am  | 70  | MR Racing             | 2:03.781 | 28   |
| 29   | LMGTE Am  | 62  | Red River Sport       | 2:03.964 | 29   |
| 30   | LMGTE Am  | 86  | Gulf Racing           | 2:04.296 | 30   |

## Uitslag
Winnaars in hun klasse zijn vetgedrukt; LMP1 is rood, LMP2 is blauw, LMGTE Pro is groen en LMGTE Am is oranje.
| Pos. | Klasse    | No. | Team                  | Coureurs                                                 | Chassis                       | Banden | Ronden | Tijd/Reden  |
| Pos. | Klasse    | No. | Team                  | Coureurs                                                 | Motor                         | Banden | Ronden | Tijd/Reden  |
| ---- | --------- | --- | --------------------- | -------------------------------------------------------- | ----------------------------- | ------ | ------ | ----------- |
| 1    | LMP1      | 1   | Rebellion Racing      | Gustavo Menezes Norman Nato Bruno Senna                  | Rebellion R13                 | M      | 189    | 6:01:37.705 |
| 1    | LMP1      | 1   | Rebellion Racing      | Gustavo Menezes Norman Nato Bruno Senna                  | Gibson GL458 4.5 L V8         | M      | 189    | 6:01:37.705 |
| 2    | LMP1      | 8   | Toyota Gazoo Racing   | Sébastien Buemi Brendon Hartley Kazuki Nakajima          | Toyota TS050 Hybrid           | M      | 189    | +51.524     |
| 2    | LMP1      | 8   | Toyota Gazoo Racing   | Sébastien Buemi Brendon Hartley Kazuki Nakajima          | Toyota 2.4 L Turbo V6         | M      | 189    | +51.524     |
| 3    | LMP1      | 7   | Toyota Gazoo Racing   | Mike Conway Kamui Kobayashi José María López             | Toyota TS050 Hybrid           | M      | 187    | +2 ronden   |
| 3    | LMP1      | 7   | Toyota Gazoo Racing   | Mike Conway Kamui Kobayashi José María López             | Toyota 2.4 L Turbo V6         | M      | 187    | +2 ronden   |
| 4    | LMP2      | 22  | United Autosports     | Filipe Albuquerque Philip Hanson Paul di Resta           | Oreca 07                      | M      | 182    | +7 ronden   |
| 4    | LMP2      | 22  | United Autosports     | Filipe Albuquerque Philip Hanson Paul di Resta           | Gibson GK428 4.2 L V8         | M      | 182    | +7 ronden   |
| 5    | LMP2      | 37  | Jackie Chan DC Racing | Gabriel Aubry Will Stevens Ho-Pin Tung                   | Oreca 07                      | G      | 182    | +7 ronden   |
| 5    | LMP2      | 37  | Jackie Chan DC Racing | Gabriel Aubry Will Stevens Ho-Pin Tung                   | Gibson GK428 4.2 L V8         | G      | 182    | +7 ronden   |
| 6    | LMP2      | 38  | Jota Sport            | Anthony Davidson António Félix da Costa Roberto González | Oreca 07                      | G      | 181    | +8 ronden   |
| 6    | LMP2      | 38  | Jota Sport            | Anthony Davidson António Félix da Costa Roberto González | Gibson GK428 4.2 L V8         | G      | 181    | +8 ronden   |
| 7    | LMP2      | 42  | Cool Racing           | Antonin Borga Alexander Coigny Nicolas Lapierre          | Oreca 07                      | M      | 181    | +8 ronden   |
| 7    | LMP2      | 42  | Cool Racing           | Antonin Borga Alexander Coigny Nicolas Lapierre          | Gibson GK428 4.2 L V8         | M      | 181    | +8 ronden   |
| 8    | LMP2      | 29  | Racing Team Nederland | Frits van Eerd Giedo van der Garde Nyck de Vries         | Oreca 07                      | M      | 181    | +8 ronden   |
| 8    | LMP2      | 29  | Racing Team Nederland | Frits van Eerd Giedo van der Garde Nyck de Vries         | Gibson GK428 4.2 L V8         | M      | 181    | +8 ronden   |
| 9    | LMP2      | 36  | Signatech Alpine Elf  | Thomas Laurent André Negrão Pierre Ragues                | Alpine A470                   | M      | 180    | +9 ronden   |
| 9    | LMP2      | 36  | Signatech Alpine Elf  | Thomas Laurent André Negrão Pierre Ragues                | Gibson GK428 4.2 L V8         | M      | 180    | +9 ronden   |
| 10   | LMP2      | 33  | High Class Racing     | Anders Fjordbach Mark Patterson Kenta Yamashita          | Oreca 07                      | G      | 179    | +10 ronden  |
| 10   | LMP2      | 33  | High Class Racing     | Anders Fjordbach Mark Patterson Kenta Yamashita          | Gibson GK428 4.2 L V8         | G      | 179    | +10 ronden  |
| 11   | LMP2      | 47  | Cetliar Racing        | Andrea Belicchi Roberto Lacorte Giorgio Sernagiotto      | Dallara P217                  | M      | 178    | +11 ronden  |
| 11   | LMP2      | 47  | Cetliar Racing        | Andrea Belicchi Roberto Lacorte Giorgio Sernagiotto      | Gibson GK428 4.2 L V8         | M      | 178    | +11 ronden  |
| 12   | LMP2      | 21  | DragonSpeed           | Colin Braun Ben Hanley Henrik Hedman                     | Oreca 07                      | M      | 177    | +12 ronden  |
| 12   | LMP2      | 21  | DragonSpeed           | Colin Braun Ben Hanley Henrik Hedman                     | Gibson GK428 4.2 L V8         | M      | 177    | +12 ronden  |
| 13   | LMGTE Pro | 95  | Aston Martin Racing   | Marco Sørensen Nicki Thiim                               | Aston Martin Vantage AMR      | M      | 173    | +16 ronden  |
| 13   | LMGTE Pro | 95  | Aston Martin Racing   | Marco Sørensen Nicki Thiim                               | Aston Martin 4.0 L Turbo V8   | M      | 173    | +16 ronden  |
| 14   | LMGTE Pro | 92  | Porsche GT Team       | Michael Christensen Kévin Estre                          | Porsche 911 RSR-19            | M      | 172    | +17 ronden  |
| 14   | LMGTE Pro | 92  | Porsche GT Team       | Michael Christensen Kévin Estre                          | Porsche 4.2 L Flat-6          | M      | 172    | +17 ronden  |
| 15   | LMGTE Pro | 51  | AF Corse              | James Calado Alessandro Pier Guidi                       | Ferrari 488 GTE Evo           | M      | 172    | +17 ronden  |
| 15   | LMGTE Pro | 51  | AF Corse              | James Calado Alessandro Pier Guidi                       | Ferrari F154CB 4.0 L Turbo V8 | M      | 172    | +17 ronden  |
| 16   | LMGTE Pro | 97  | Aston Martin Racing   | Alex Lynn Maxime Martin                                  | Aston Martin Vantage AMR      | G      | 172    | +17 ronden  |
| 16   | LMGTE Pro | 97  | Aston Martin Racing   | Alex Lynn Maxime Martin                                  | Aston Martin 4.0 L Turbo V8   | G      | 172    | +17 ronden  |
| 17   | LMGTE Pro | 71  | AF Corse              | Miguel Molina Davide Rigon                               | Ferrari 488 GTE Evo           | M      | 172    | +17 ronden  |
| 17   | LMGTE Pro | 71  | AF Corse              | Miguel Molina Davide Rigon                               | Ferrari F154CB 4.0 L Turbo V8 | M      | 172    | +17 ronden  |
| 18   | LMGTE Pro | 63  | Corvette Racing       | Jan Magnussen Mike Rockenfeller                          | Chevrolet Corvette C8.R       | M      | 170    | +19 ronden  |
| 18   | LMGTE Pro | 63  | Corvette Racing       | Jan Magnussen Mike Rockenfeller                          | Chevrolet 5.5 L V8            | M      | 170    | +19 ronden  |
| 19   | LMGTE Am  | 90  | TF Sport              | Jonathan Adam Charlie Eastwood Salih Yoluç               | Aston Martin Vantage AMR      | M      | 170    | +19 ronden  |
| 19   | LMGTE Am  | 90  | TF Sport              | Jonathan Adam Charlie Eastwood Salih Yoluç               | Aston Martin 4.0 L Turbo V8   | M      | 170    | +19 ronden  |
| 20   | LMGTE Am  | 98  | Aston Martin Racing   | Paul Dalla Lana Ross Gunn Darren Turner                  | Aston Martin Vantage AMR      | G      | 170    | +19 ronden  |
| 20   | LMGTE Am  | 98  | Aston Martin Racing   | Paul Dalla Lana Ross Gunn Darren Turner                  | Aston Martin 4.0 L Turbo V8   | G      | 170    | +19 ronden  |
| 21   | LMGTE Pro | 91  | Porsche GT Team       | Gianmaria Bruni Richard Lietz                            | Porsche 911 RSR-19            | M      | 170    | +19 ronden  |
| 21   | LMGTE Pro | 91  | Porsche GT Team       | Gianmaria Bruni Richard Lietz                            | Porsche 4.2 L Flat-6          | M      | 170    | +19 ronden  |
| 22   | LMGTE Am  | 56  | Team Project 1        | Matteo Cairoli Laurents Hörr Egidio Perfetti             | Porsche 911 RSR               | M      | 170    | +19 ronden  |
| 22   | LMGTE Am  | 56  | Team Project 1        | Matteo Cairoli Laurents Hörr Egidio Perfetti             | Porsche 4.0 L Flat-6          | M      | 170    | +19 ronden  |
| 23   | LMGTE Am  | 83  | AF Corse              | Emmanuel Collard Nicklas Nielsen François Perrodo        | Ferrari 488 GTE Evo           | M      | 170    | +19 ronden  |
| 23   | LMGTE Am  | 83  | AF Corse              | Emmanuel Collard Nicklas Nielsen François Perrodo        | Ferrari F154CB 4.0 L Turbo V8 | M      | 170    | +19 ronden  |
| 24   | LMGTE Am  | 77  | Dempsey-Proton Racing | Matt Campbell Riccardo Pera Christian Ried               | Porsche 911 RSR               | M      | 169    | +20 ronden  |
| 24   | LMGTE Am  | 77  | Dempsey-Proton Racing | Matt Campbell Riccardo Pera Christian Ried               | Porsche 4.0 L Flat-6          | M      | 169    | +20 ronden  |
| 25   | LMGTE Am  | 86  | Gulf Racing           | Ben Barker Michael Wainwright Andrew Watson              | Porsche 911 RSR               | M      | 169    | +20 ronden  |
| 25   | LMGTE Am  | 86  | Gulf Racing           | Ben Barker Michael Wainwright Andrew Watson              | Porsche 4.0 L Flat-6          | M      | 169    | +20 ronden  |
| 26   | LMGTE Am  | 54  | AF Corse              | Francesco Castellacci Giancarlo Fisichella Thomas Flohr  | Ferrari 488 GTE Evo           | M      | 168    | +21 ronden  |
| 26   | LMGTE Am  | 54  | AF Corse              | Francesco Castellacci Giancarlo Fisichella Thomas Flohr  | Ferrari F154CB 4.0 L Turbo V8 | M      | 168    | +21 ronden  |
| 27   | LMGTE Am  | 62  | Red River Sport       | Bonamy Grimes Charles Hollings Johnny Mowlem             | Ferrari 488 GTE Evo           | M      | 168    | +21 ronden  |
| 27   | LMGTE Am  | 62  | Red River Sport       | Bonamy Grimes Charles Hollings Johnny Mowlem             | Ferrari F154CB 4.0 L Turbo V8 | M      | 168    | +21 ronden  |
| 28   | LMGTE Am  | 88  | Dempsey-Proton Racing | Bret Curtis Adrien De Leener Thomas Preining             | Porsche 911 RSR               | M      | 168    | +21 ronden  |
| 28   | LMGTE Am  | 88  | Dempsey-Proton Racing | Bret Curtis Adrien De Leener Thomas Preining             | Porsche 4.0 L Flat-6          | M      | 168    | +21 ronden  |
| 29   | LMGTE Am  | 70  | MR Racing             | Olivier Beretta Kei Cozzolino Motoaki Ishikawa           | Ferrari 488 GTE Evo           | M      | 168    | +21 ronden  |
| 29   | LMGTE Am  | 70  | MR Racing             | Olivier Beretta Kei Cozzolino Motoaki Ishikawa           | Ferrari F154CB 4.0 L Turbo V8 | M      | 168    | +21 ronden  |
| 30   | LMGTE Am  | 57  | Team Project 1        | Jeroen Bleekemolen Felipe Fraga Ben Keating              | Porsche 911 RSR               | M      | 160    | +29 ronden  |
| 30   | LMGTE Am  | 57  | Team Project 1        | Jeroen Bleekemolen Felipe Fraga Ben Keating              | Porsche 4.0 L Flat-6          | M      | 160    | +29 ronden  |

## Tussenstanden na wedstrijd
LMP (coureurs)
| Pos | Coureur                                         | Punten |
| --- | ----------------------------------------------- | ------ |
| 1   | Mike Conway Kamui Kobayashi José María López    | 112    |
| 2   | Sébastien Buemi Brendon Hartley Kazuki Nakajima | 107    |
| 3   | Gustavo Menezes Norman Nato Bruno Senna         | 93     |
| 4   | Gabriel Aubry Will Stevens Ho-Pin Tung          | 44     |
| 5   | Filipe Albuquerque Philip Hanson                | 42     |

LMP1 (teams)
| Pos | Team                | Punten |
| --- | ------------------- | ------ |
| 1   | Toyota Gazoo Racing | 126    |
| 2   | Rebellion Racing    | 93     |
| 3   | Team LNT            | 29     |

GTE (coureurs)
| Pos | Coureur                            | Punten |
| --- | ---------------------------------- | ------ |
| 1   | Marco Sørensen Nicki Thiim         | 109    |
| 2   | James Calado Alessandro Pier Guidi | 83     |
| 3   | Michael Christensen Kévin Estre    | 83     |
| 4   | Alex Lynn Maxime Martin            | 77     |
| 5   | Gianmaria Bruni Richard Lietz      | 69     |

GTE (constructeurs)
| Pos | Constructeur | Punten |
| --- | ------------ | ------ |
| 1   | Aston Martin | 186    |
| 2   | Porsche      | 157    |
| 3   | Ferrari      | 146    |

LMP2 (coureurs)
| Pos | Coureur                                 | Punten |
| --- | --------------------------------------- | ------ |
| 1   | Filipe Albuquerque Philip Hanson        | 94     |
| 2   | Gabriel Aubry Will Stevens Ho-Pin Tung  | 90     |
| 3   | Paul di Resta                           | 79     |
| 4   | António Félix da Costa Roberto González | 77     |
| 5   | Frits van Eerd Giedo van der Garde      | 76     |

LMP2 (teams)
| Pos | Nr | Team                  | Punten |
| --- | -- | --------------------- | ------ |
| 1   | 22 | United Autosports     | 94     |
| 2   | 37 | Jackie Chan DC Racing | 90     |
| 3   | 38 | Jota Sport            | 77     |
| 4   | 29 | Racing Team Nederland | 76     |
| 5   | 36 | Signatech Alpine Elf  | 64     |

GTE Am (coureurs)
| Pos | Coureur                                           | Punten |
| --- | ------------------------------------------------- | ------ |
| 1   | Emmanuel Collard Nicklas Nielsen François Perrodo | 85     |
| 2   | Jonathan Adam Charlie Eastwood Salih Yoluç        | 83     |
| 3   | Paul Dalla Lana Ross Gunn Darren Turner           | 78,5   |
| 4   | Jeroen Bleekemolen Ben Keating                    | 73,5   |
| 5   | Larry ten Voorde                                  | 57     |

GTE Am (teams)
| Pos | Nr | Team                | Punten |
| --- | -- | ------------------- | ------ |
| 1   | 83 | AF Corse            | 85     |
| 2   | 90 | TF Sport            | 83     |
| 3   | 98 | Aston Martin Racing | 78,5   |
| 4   | 57 | Team Project 1      | 73,5   |
| 5   | 86 | Gulf Racing         | 50     |